# Closerie des Lilas
Closerie des Lilas (česky Šeříkové pole) je kavárna, restaurace a pivnice v Paříži. Nachází se v 6. obvodu ve čtvrti Montparnasse na křižovatce ulic Boulevard du Montparnasse a Avenue de l'Observatoire. Společně s podniky Le Dôme, La Rotonde, Le Select a La Coupole patřila v minulosti k významným uměleckým a literárním kavárnám ve zdejší čtvrti. Od roku 2006 se zde na začátku roku schází porota, aby udělila literární cenu.

## Historie
V roce 1847 založil François Bullier restauraci s názvem Closerie. Jméno bylo převzato z tehdy populární divadelní hry La Closerie des Genets. François Bullier vysadil kolem podniku šeříky. V roce 1883 byla restaurace nazvána svým současným jménem. Stala se oblíbeným místem setkávání umělců jako byli Émile Zola, Paul Cézanne, Théophile Gautier, Charles Baudelaire a bratři Jules a Edmond de Goncourt.
Na počátku 20. století sem pravidelně docházeli Paul Verlaine, Paul Fort zde hrával šachy s V. I. Leninem, mezi návštěvníky patřili spisovatelé Guillaume Apollinaire a Alfred Jarry a rovněž malíři z Bateau-Lavoir.
Často se zde scházeli Američané žijící v Paříži jako Ernest Hemingway, Francis Scott Fitzgerald, Henry Miller aj.
Z dalších osobností byli pravidelnými hosty Amedeo Modigliani, Germaine Tailleferre, Paul Fort, André Breton, Louis Aragon, Kees van Dongen, Pablo Picasso, Jean-Paul Sartre, André Gide, Paul Éluard, Oscar Wilde, Samuel Beckett, Man Ray nebo Ezra Pound.